# Socjalistiszer Kinder-Farband
Socjalistiszer Kinder-Farband (סאָציאַליסטישער קינדער־פֿאַרבאַנד; pol. Socjalistyczny Związek Dziecięcy; SKIF) – organizacja dzieci i młodzieży żydowskiej o charakterze pół harcerskim działająca przy robotniczej i antysyjonistycznej partii Bund. Do dzisiaj istnieje i działa między innymi w Australii. 
W Polsce ze SKIF związani byli między innymi: przywódca powstania w getcie warszawskim Marek Edelman, członkowie ŻOB Boruch Pelc i Jurek Błones, malarz Yosl Bergner, pilot RAF Rubin Lifszyc oraz organizatorka przedstawień teatralnych dla najuboższych dzieci w getcie warszawskim – Pola Lifszyc. Przed wojną SKIF organizował między innymi kolonie dla dzieci, a Marek Edelman w ramach SKIF uczestniczył w zakładaniu świetlicy dla najuboższych dzieci żydowskich z Annopola w Warszawie.